# LOVE NEVER DIES
「LOVE NEVER DIES」（ラヴ・ネヴァー・ダイズ）は1996年1月29日に発売された、THE ALFEE43枚目のシングル。

## 概要
日本テレビ系ドラマ『奇跡のロマンス』主題歌。
カップリング曲は「1996年大阪国際女子マラソン」のイメージソング。
本作をリード・シングルとした、オリジナルアルバム『LOVE』が後日発売。
カップリング曲はリミックス・ヴァージョンが収録されている。

## 収録曲
全曲　作詞・作曲：高見沢俊彦 編曲：THE ALFEE
1. LOVE NEVER DIES
2. GLORY DAYS
3. LOVE NEVER DIES [ORIGINAL KARAOKE]

## 収録作品
- LOVE（#1,2、Love:Mix）
- THE ALFEE CLASSICS II（#1、行進曲「威風堂々」第1番作品39～LOVE NEVER DIES）
- THE ALFEE EMOTIONAL LOVE SONGS（#1）
- THE ALFEE EMOTIONAL MESSAGE SONGS（#2、Love:Mix）
- THE ALFEE 單曲特集（#1）
- 夢よ急げ -大阪国際女子マラソンイメージソング・アルバム-（#2）
- THE ALFEE 30th ANNIVERSARY HIT SINGLE COLLECTION 37（#1）
- THE ALFEE SINGLE HISTORY VOL.V 1996-2001（#1,2）

## 品番
- PCDA-00815 971円（税抜価格）

## 関連作品
- THE ALFEE HISTORY III 1992-1997（VHS・LD 1997年10月17日）-「LOVE NEVER DIES」のプロモーションビデオを収録。後にDVD版が再発売された